# 申涵
申涵（1906年—2001年），男，山东泗水人，中华人民共和国军事人物，中国人民解放军少将，曾任武汉军区后勤部副部长。